# Silver Creek (Nova York)
Silver Creek és una població dels Estats Units a l'estat de Nova York. Segons el cens del 2000 tenia 2.896 habitants.

## Demografia
Segons el cens del 2000, Silver Creek tenia 2.896 habitants, 1.150 habitatges, i 770 famílies. La densitat de població era de 955,7 habitants per km².
Dels 1.150 habitatges en un 34,4% hi vivien nens de menys de 18 anys, en un 50,2% hi vivien parelles casades, en un 12,7% dones solteres, i en un 33% no eren unitats familiars. En el 27,5% dels habitatges hi vivien persones soles el 14,3% de les quals corresponia a persones de 65 anys o més que vivien soles. El nombre mitjà de persones vivint en cada habitatge era de 2,5 i el nombre mitjà de persones que vivien en cada família era de 3,03.
Per edats la població es repartia de la següent manera: un 28,3% tenia menys de 18 anys, un 6,7% entre 18 i 24, un 28,5% entre 25 i 44, un 21,8% de 45 a 60 i un 14,7% 65 anys o més.
L'edat mediana era de 36 anys. Per cada 100 dones de 18 o més anys hi havia 87,3 homes.
La renda mediana per habitatge era de 32.446 $ i la renda mediana per família de 38.617 $. Els homes tenien una renda mediana de 33.889 $ mentre que les dones 19.464 $. La renda per capita de la població era de 15.904 $. Entorn del 9,8% de les famílies i el 12,9% de la població estaven per davall del llindar de pobresa.

## Poblacions més properes
El següent diagrama mostra les poblacions més properes.